# Amarilis Fuentes
Amarilis Fuentes, née en 1894 à Guayaquil dans l'Équateur, morte le 19 février 1955 à Guayaquil, est une enseignante et suffragette équatorienne, qui devint l'une des premières femmes du pays à occuper une fonction publique, et la première comme conseillère de canton.
Elle a joué un rôle clé en tant qu'enseignante et conseillère, et a fait pression pour la fondation de bibliothèques à Guayaquil. Une école et une rue portent son nom à Guayaquil.

## Biographie

### Jeunesse
Amarilis Fuentes Alcívar naît en 1894, à Guayaquil, dans l'Équateur. Elle est la fille de Mercedes Alcívar et de Miguel Clemente Fuentes. Elle commence son éducation élémentaire avec sa mère, puis elle étudie à l'école dirigée par Débora Lamota et dans d'autres écoles pour obtenir les diplômes nécessaires pour enseigner.

### Carrière
Amarilis Fuentes commence à enseigner en 1908. Elle travaille d'abord pendant sept ans, puis elle déménage à Quito pour poursuivre ses études. Elle s'inscrit à l'école normale Manuela Cañizares et étudie la méthodologie et la pédagogie. En 1916, elle obtient une certification d'enseignante à l'École normale, et la même année, elle participe à la première conférence consacrée à la pédagogie dans le pays.
De retour à Guayaquil, Amarilis Fuentes enseigne dans plusieurs écoles différentes avant d'être nommée directrice adjointe de l'école Rita Lecumberri en 1919. Plus tard dans l'année, l'école est réorganisée pour devenir une École normale et Amarilis Fuentes en est promue directrice, chargée de terminer la restructuration de l'école. Elle est l'une des membres fondatrices de la Légion des femmes de la culture populaire, fondée par Rosa Borja de Ycaza.
À partir de 1924, les femmes de Guayaquil commencent à militer pour obtenir le droit de vote et de participer aux conseils locaux. Lorsque Matilde Hidalgo reçoit une décision du conseil ministériel selon laquelle elle peut voter, les travailleuses de Guayaquil commencent alors à participer aux élections municipales,.
En 1925, à une époque où il est difficile pour les femmes d'accéder à un poste dans un conseil municipal, Amarilis Fuentes est élue en qualité de membre du conseil cantonal de Guayaquil,, devenant la première femme à tenir le poste de conseiller d'un canton dans le pays. En tant que membre du conseil, elle pousse à l'amélioration des établissements d'enseignement et elle joue un rôle déterminant dans le développement des bibliothèques.
Amarilis Fuentes meurt le 19 février 1955 à Guayaquil.

## Hommages
L'année avant sa mort, une école professionnelle portant son nom, orientée sur la comptabilité et la gestion, a été ouverte dans sa ville natale, Guayaquil. L'école est gérée par la province de Guayas jusqu'en 1992, date à laquelle le contrôle de l'institution est passé à l'État.
Une rue porte également son nom, dans le quartier Centenario, dans la partie sud de Guayaquil.